# Tito Fuselli
Tito Fuselli, italijanski general, * 1884, † 1945.